# Cycas chamaoensis
Cycas chamaoensis är en kärlväxtart som beskrevs av Kenneth D. Hill. Cycas chamaoensis ingår i släktet Cycas, och familjen Cycadaceae. IUCN kategoriserar arten globalt som akut hotad. Inga underarter finns listade i Catalogue of Life.